# Dan Inger dos Santos
 (septembre 2020).
Si vous disposez d'ouvrages ou d'articles de référence ou si vous connaissez des sites web de qualité traitant du thème abordé ici, merci de compléter l'article en donnant les références utiles à sa vérifiabilité et en les liant à la section « Notes et références ».
Daniel dos Santos, alias Dan Inger (dos Santos), est un chanteur, musicien et comédien français d'origine portugaise, né le 3 juillet 1967 à Champigny-sur-Marne.

## Biographie
A l'âge de 16 ans, il rejoint une troupe de théâtre.  
En août 1985, il remporte près d’Aigues-Mortes le deuxième prix d’un concours amateur en tant qu’auteur compositeur interprète.  
Après son service militaire, il passe sa première audition en octobre 1988 à La Louisiane, dîners spectacles de La Varenne où on lui donne son nom d’artiste, au vu de son répertoire influencé par les musiques nord-américaines. En 1991, il monte un duo avec le guitariste Bernard Coutelan, avec lequel il part en tournée. Ses deux premiers disques, Vivre avec Amour et Au Belvédère sont des opus folk et blues rock en français. Pendant trois ans à partir de 2000, il est coanimateur de "Suavidade Noturna" sur Radio Alfa. 
En 2001, le trio "Gone With The Swing" est formé avec Dan Inger à la batterie.
Pour son troisième album intitulé Atlânticoblues sorti en 2002, il invite plusieurs artistes à interpréter des titres teintés de world music et influencés par les musiques des pays lusophones. 
En 2007, il coécrit et coproduit un album acoustique intitulé Le Quatrième. Puis il part sur la route, en 2008, avec les spectacles Rock n' Mômes et On Henri encore ! hommage au chanteur Henri Salvador. La même année, il enregistre un duo avec Karine Lima.
En 2010, il réalise la musique de la pièce « Le Choc d’Icare » de et avec Muriel Montossey. Il écrit l'histoire et les chansons du spectacle Pirates des P'tits Caïds, qu'il joue au printemps 2014 sur la scène du théâtre Clavel.
En 2021 il donne la réplique à Eric Judor dans la série Week-end Family et Isabel Ribeiro lui donne deux rôles dans sa pièce "Saudade, Ici et Là-bas", mise en scène par Alexis Desseaux .

## Discographie
- 2020 : Carte Postale de La Lys (CD 2 titres)
- 2016 : 20 ANS (Compilation avec titres inédits)
- 2007 : Le Quatrième (Album acoustique)
- 2006 : Nunca fui um Anjo (Single digital 2 titres)
- 2003 : Noite e ressaca (Radio édit / Collector)
- 2002 : Atlânticoblues
- 1998 : Au  Belvédère (Live)
- 1996 : Vivre avec Amour (CD 6 titres)

## Participations
- 2009 : Voix sur "Lisboa não sejas francesa" de l'album "Ruas" de la chanteuse Mísia (AZ/Universal Music)
- 2005 : Composition 6 titres album "Montmartre" de Pat Kay and the Gajos (Musicactiva)
- 1991 : Parodie "Sébastien c’est Fou !" (TF1) de Patrick Sébastien avec Karim Kacel

## Publications
- Dan Inger et Altina Ribeiro, Trois Notes de Blues pour un Fado, Chiado Books, 2016, 122 p.,  (ISBN 978-989-51-5863-8)